# Waynesboro (Mississippi)
Waynesboro is een plaats (city) in de Amerikaanse staat Mississippi, en valt bestuurlijk gezien onder Wayne County.

## Demografie
Bij de volkstelling in 2000 werd het aantal inwoners vastgesteld op 5197.
In 2006 is het aantal inwoners door het United States Census Bureau geschat op 5669, een stijging van 472 (9,1%).

## Geografie
Volgens het United States Census Bureau beslaat de plaats een oppervlakte van
17,2 km², geheel bestaande uit land. Waynesboro ligt op ongeveer 276 m boven zeeniveau.

## Plaatsen in de nabije omgeving
De onderstaande figuur toont nabijgelegen plaatsen in een straal van 36 km rond Waynesboro.